# Gouvernement Demotte II (Région wallonne)
Pour les articles homonymes, voir Gouvernement Demotte.
Ne doit pas être confondu avec Gouvernement Demotte II (Communauté française).
Région wallonne
Demotte I Magnette
Le Gouvernement Rudy Demotte II est un gouvernement wallon tripartite composé du PS, du cdH et d'Ecolo.
Ce gouvernement a été mis en place le 15 juillet 2009 pour une législature de 5 ans, succédant au Gouvernement Demotte I, à la suite des élections régionales belges de 2009.

## Composition
| Fonction | Titulaire | Titulaire            | Parti |
| --- | --------- | -------------------- | ----- |
| Ministre-président |           | Rudy Demotte         | PS    |
| Vice-président et ministre du Développement durable, de la Fonction publique, de l'Énergie, du Logement et de la Recherche |           | Jean-Marc Nollet     | Ecolo |
| Vice-président et ministre du budget, des Finances, de l'Emploi, de la Formation et des Sports                             |           | André Antoine        | cdH   |
| Vice-président et ministre de l'Économie, des P.M.E., du Commerce extérieur et des Technologies nouvelles                  |           | Jean-Claude Marcourt | PS    |
| Ministre de l’Environnement, de l’Aménagement du territoire et de la Mobilité                                              |           | Philippe Henry       | Ecolo |
| Ministre des Travaux publics, de l’Agriculture, de la Ruralité, de la Nature, de la Forêt et du Patrimoine                 |           | Carlo Di Antonio     | cdH   |
| Ministre des Pouvoirs locaux et de la Ville, chargé du Tourisme                                                            |           | Paul Furlan          | PS    |
| Ministre de la Santé, de l’Action sociale et de l’Égalité des Chances                                                      |           | Éliane Tillieux      | PS    |

## A quitté le Gouvernement Demotte II
- Benoît Lutgen (cdH), Ministre des Travaux publics, de l’Agriculture, de la Ruralité, de la Nature, de la Forêt et du Patrimoine, du 15 juillet 2009 au 15 décembre 2011, a quitté le gouvernement à la suite de son accession à la présidence du cdH.